# Petronella Johanna de Timmerman

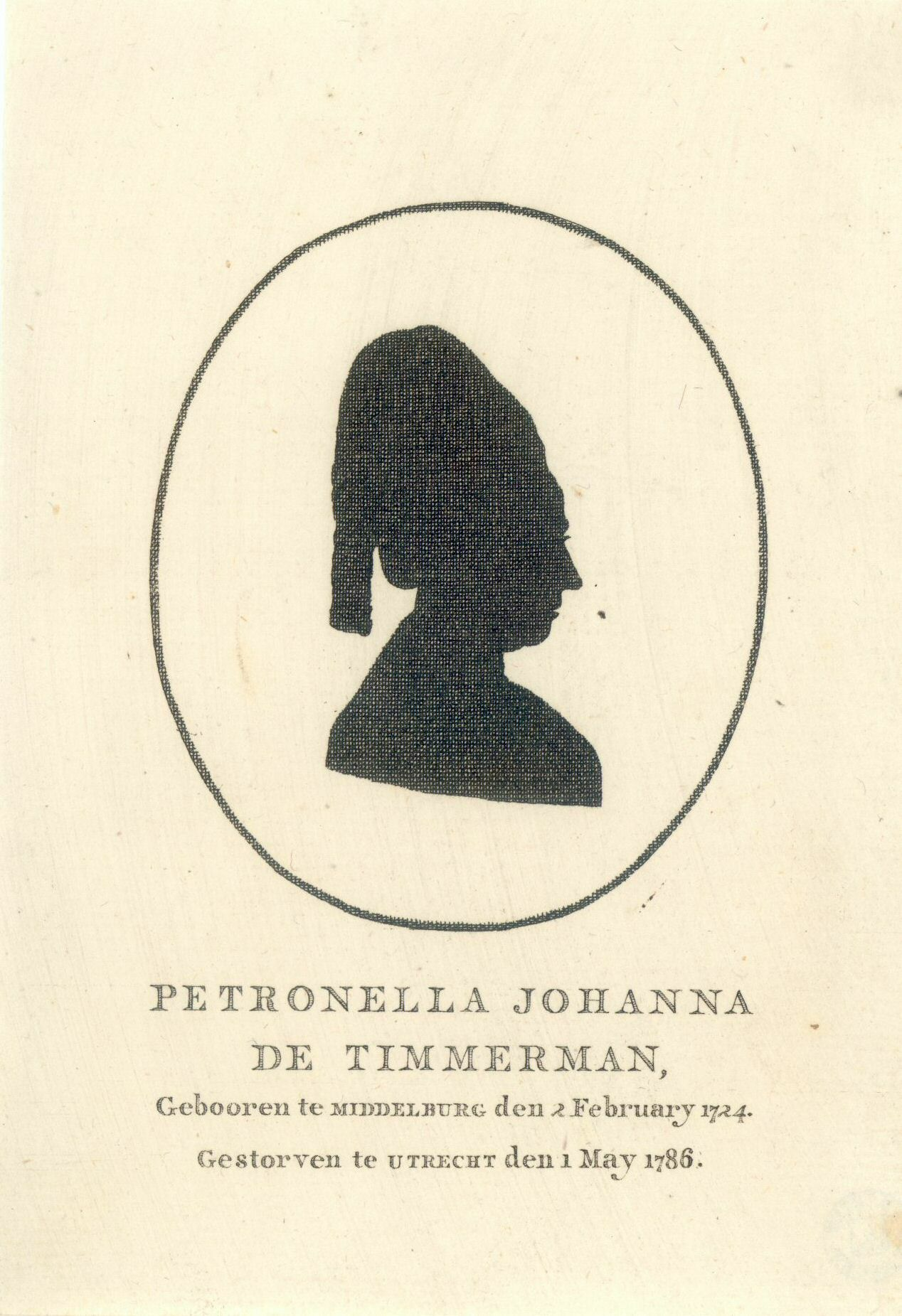
Portret van Petronella Johanna De Timmerman

Petronella Johanna de Timmerman (Middelburg, 31 januari 1723 of 2 februari 1724 – Utrecht, 2 mei 1786) was een Nederlandse dichteres en wetenschapster.

## Biografie
Petronella Johanna was de dochter van Pieter de Timmerman (1698-1753), koopman en directeur van de Middelburgsche Commercie Compagnie, en Susanne van Oordt (1697-1750). Samen met twee jongere broers groeide ze op in haar geboortestad Middelburg in een milieu waar kunst en wetenschappen een belangrijke rol speelden.
Op haar twintigste publiceerde ze haar gedicht "Op de staartstar, zich vertoonende in de jaren 1743-1744", naar aanleiding van de waarneming van de Grote Komeet door een stadsgenoot, stadsarchitect Jan de Munck, op 29 november 1743. In dit gedicht gaf ze naast haar kennis van de dichtkunst ook van haar interesse in de wetenschap blijk.
In 1749 trouwde ze met de jurist Abraham Haverkamp, met wie ze soms samen gedichten schreef. Na het overlijden van haar echtgenoot in 1758 legde ze zich toe op het verzamelen van natuurkundige instrumenten en het uitbreiden van haar wetenschappelijke bibliotheek. Op 3 augustus 1769 hertrouwde ze in Utrecht met Johann Friedrich Hennert (1733-1813), een Duitse hoogleraar wiskunde, astronomie en filosofie aan de Universiteit Utrecht. Gedurende haar huwelijk voerde ze wetenschappelijke experimenten uit en bestudeerde ze samen met haar man de natuurkunde. Ze werd geïntroduceerd als honorair lid van het Haagse dichtgenootschap "Kunstliefde Spaart Geen Vlijt" (KSGV) in 1774. Ze presenteerde dit Haagse genootschap met gedichten, vertaalde Franse toneelstukken en wilde een voor vrouwen toegankelijk boek schrijven over de natuurkunde, filosofie en astronomie.
In 1776 werd ze getroffen door een beroerte, die het haar onmogelijk maakte om verder te werken en haar wetenschappelijke werk uit te geven. Een tweede beroerte leidde tot haar dood in 1786. Na haar overlijden bundelde Johann Friedrich het grootste deel van haar gedichten, waarvan de meeste van voor 1757 dateren, en publiceerde ze onder de naam Nagelaatene gedichten.
- Biografisch Portaal: 58546148
- Digitale Bibliotheek voor de Nederlandse Letteren: timm005
- International Standard Name Identifier: 0000 0003 9570 2947
- Nederlandse Thesaurus van Auteursnamen: 157232131
- Virtual International Authority File: 290481893
- WorldCat: E39PBJpyjbq8x4DPKh6cRMp9Dq